# Dolina Czubrówki
Dolina Czubrówki – dolina nad rzeką Czubrówka w gminie Jerzmanowice-Przeginia w powiecie krakowskim w województwie małopolskim w Parku Krajobrazowym Dolinki Krakowskie na Wyżynie Olkuskiej.
Dolina rozciąga się południkowo. Na północy rozpoczyna się w północnej części wsi Czubrowice (przy przysiółu Górka), gdzie powstaje rzeka Czubrówka wypływająca z krasowego Źródła Czubrówki, znajdującego się w północno-wschodniej odnodze doliny.
Doliną płynie Czubrówka, nad którą znajdują się wsie Czubrowice i Racławice (na południu doliny). Po obu stronach doliny (zachodniej i wschodniej), na stromych wzgórzach znajdują się liczne skałki jurajskie i ostańce. Najważniejsze z nich to Grzegorzowa Skała, Kucowa Skała, Pańska Skała, Srokowa Skała, Mazurkowa Skała, Lisówka. Do doliny wpływają liczne potoki, w niej też biją także liczne małe źródła. Południowa granica doliny znajduje się na tzw. Czerwonym Brzegu, na granicy wsi Racławice (południowa część) i Paczółtowice (zachodnia część nazywana Wzdólem). Tam Czubrówka łącząc się z potokami przybiera nazwę Racławka, a Dolina Czubrówki przechodzi w Doline Racławki.